# Red Champagne
Le Red Champagne est une sorte de boisson gazeuse, vendue spécialement au Saguenay-Lac-Saint-Jean. Environ 80 000 caisses en sont encore vendues annuellement dans la région.

## Histoire
La boisson est créée en 1937 par Elzéar Plourde, qui a fondé Breuvages EPL à Saint-Félicien. Au début, la boisson est une sorte d'expérimentation scientifique en vue de gagner une campagne électorale, mais le nouveau breuvage connaît un énorme succès inattendu. Elzéar Plourde décide donc de continuer la production et d'élargir le marché de ventes en ouvrant une succursale à Métabetchouan-Lac-à-la-Croix en 1941. En 1944, l'expansion se poursuit à Jonquière. Après la Seconde Guerre mondiale, la boisson connaît sa plus grande expansion et son plus grand succès. La famille Plourde continue la production jusqu'aux années 1980. Au début des années 2000, la marque est achetée par Philippe Simard et fils. De nos jours, la boisson est de plus en plus vendue dans les magasins, elle est restée populaire et devenue une fierté de sa région. La vente de cette boisson gazeuse est aujourd'hui plus ou moins limitée à certains commerces (restaurants et dépanneurs) de la région.

## Ingrédients
Le Red Champagne comporte un mélange de sept saveurs différentes, dont le nectar et la cerise, mélangées à du Crème Soda et différentes essences qui sont un secret bien gardé par les familles Plourde et Simard. D'autres ingrédients sont de l'eau gazéifiée, du sucre, de la glucose-fructose, de l'acide phosphorique, des essences naturelles et artificielles, du benzoate de sodium et du colorant. 500 millilitres de la boisson contiennent 232 calories, 1 % de la valeur quotidienne de sodium et 18 % de la valeur quotidienne de glucides. La couleur de la boisson est d'un rouge pâle ayant une légère tendance vers le rose. Malgré son nom, la boisson est non-alcoolique et le mot Red Champagne figure plutôt dans un sens symbolique.   